# Agostino Serena
Agostino Serena (Arogno, fine XVI secolo o inizio XVII secolo – 1654) è stato un architetto italiano, attivo principalmente in Transilvania, regione del Regno d'Ungheria, allora sotto il dominio asburgico, oggi parte della Romania. Agostino Serena fu uno dei tanti maestri ticinesi, architetti e scultori, che operarono in quel paese nella prima metà del XVII secolo, quando i principi locali fecero costruire o ristrutturare numerosi castelli e palazzi. Nelle fonti è generalmente indicato come veneziano, dalla sua città d'adozione, e come tale è citato anche in un'iscrizione nel castello di Iernut.

## Biografia

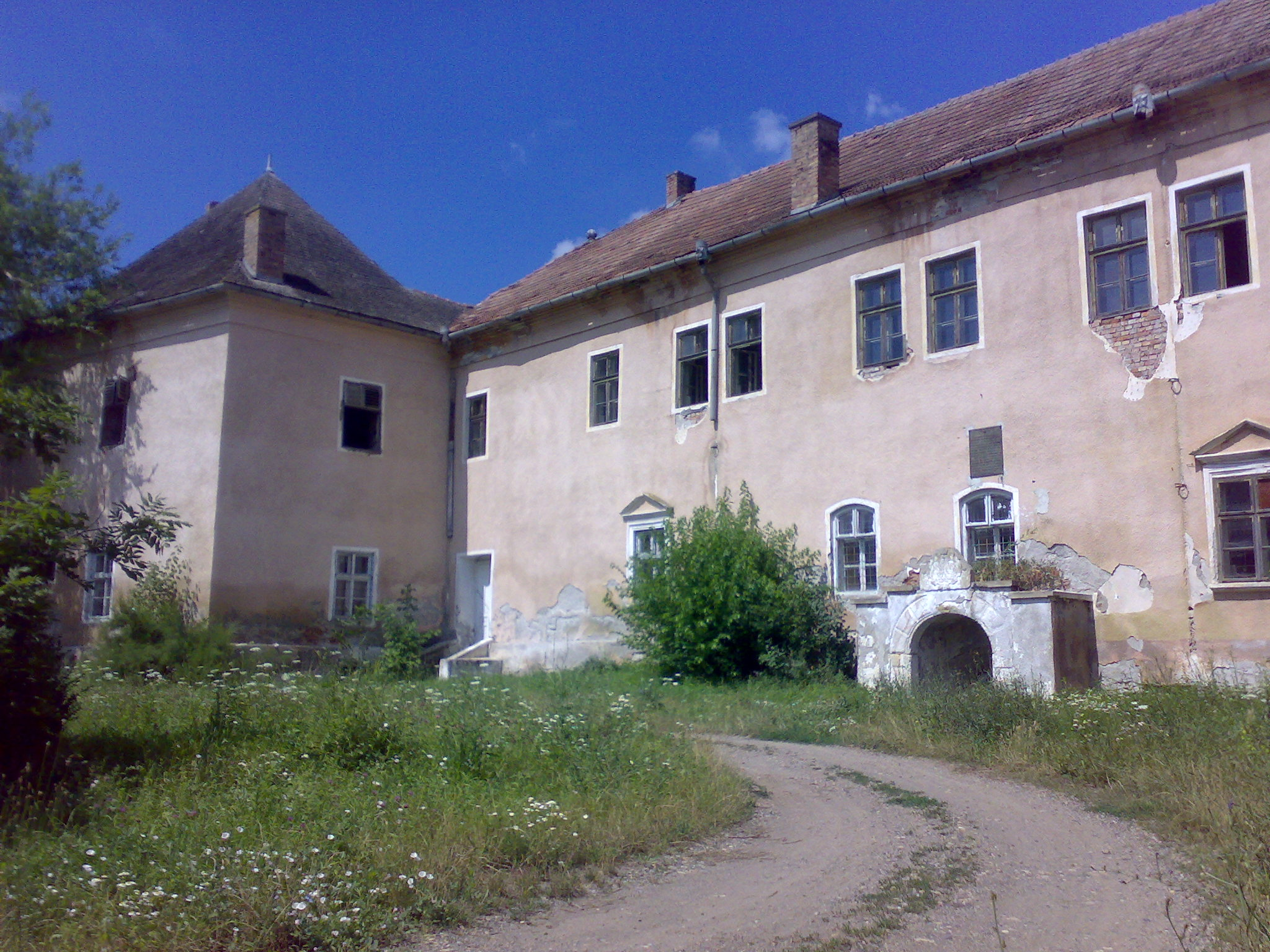
Il castello di Iernut

Agostino Serena nacque ad Arogno, nel Canton Ticino (Svizzera), ma secondo lo studioso svizzero-italiano Aldo Crivelli si trasferì giovanissimo a Venezia, dove fece l'apprendistato, ricevendo una formazione pratica. Più tardi, attraverso la odierna Slovacchia (in quel tempo parte del Regno d'Ungheria) si spostò in Transilvania, allora sotto il controllo asburgico, dove operò come architetto per il principe Gabriele Bethlen.
Alla morte di questi, ai numerosi artisti italiani presenti lì non fu più garantito il trattamento economico promesso e nel 1630 il Serena decise di trasferirsi a Costantinopoli ma poco dopo fece rientro a Venezia.
Tuttavia negli anni quaranta del Seicento era di nuovo attivo in Transilvania, dove intorno al 1650 al servizio del principe Giorgio II Rákóczi ricostruì il castello di Iernut; il suo lavoro è testimoniato dalla già citata iscrizione sul portale d'ingresso, che recita "Augustinus Serena Architectus Venetus opera fecit" (alcune fonti riportano invece "regit", "diresse", attribuendogli quindi non tanto il progetto quanto la direzione dei lavori).
Nel 1653 per i suoi servizi fu fatto nobile da Giorgio II Rákóczi. Nel 1654 si mise in viaggio per fare ritorno a Venezia, dove però non sarebbe mai arrivato perché durante il viaggio fu assassinato a scopo di rapina dai servitori che lo accompagnavano.
Agostino Serena ebbe due figli, Alessandro e Giuseppe, entrambi stuccatori, che operarono soprattutto in Austria.

## Opere

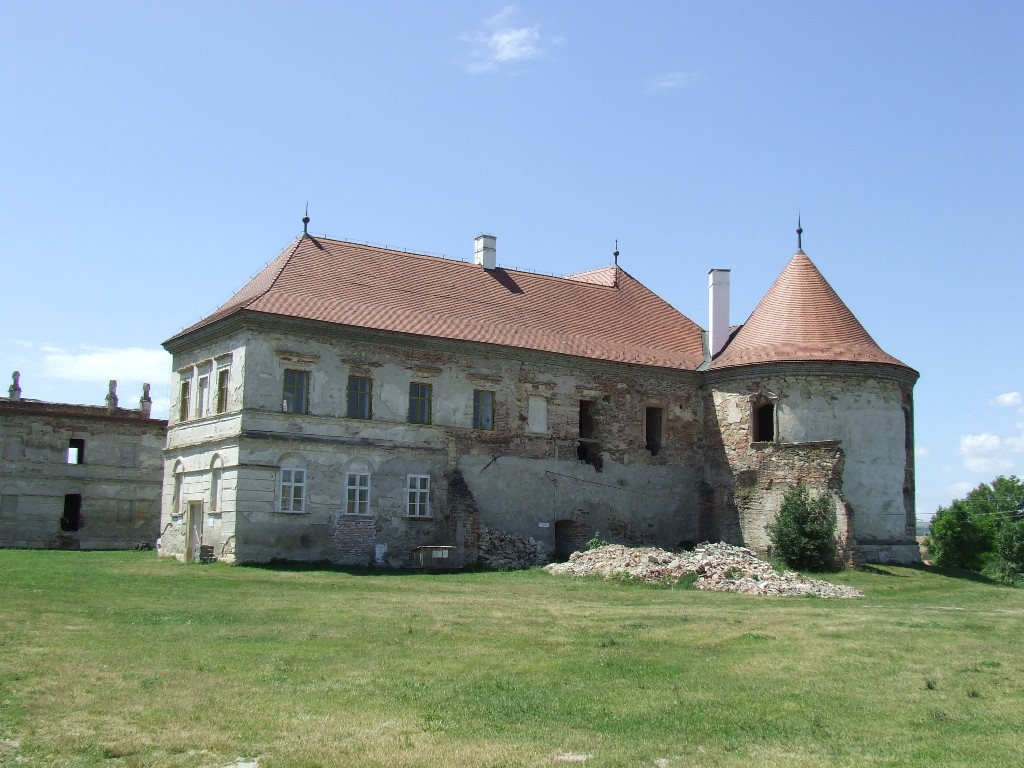
Il castello di Bonțida

- A Bonțida per conto della famiglia Bánffy ristrutturò ed ampliò un castello cinquecentesco, curando in particolare le fortificazioni, che vennero completate con quattro bastioni e una torre di guardia.[4][5][6]
- Ad Ilia (Hunedoara) ristrutturò il locale castello, in cui era nato nel 1580 il principe Bethlen. Solo una parte di esso sopravvisse all'incendio del 1784 ed è ora è utilizzata come ospedale.[4]
- A Iernut per Giorgio II Rákóczi, diede avvio alla ristrutturazione del castello Kornis–Bethlen–Rákóczi.[2][4][7]
- Tra il 1651 e il 1653 eresse l'edificio del collegio riformato di Cluj-Napoca, il cosiddetto Collegio Vecchio.[2] L'edificio, ampliato nel 1780, fu distrutto da un incendio nel 1798 e in seguito ricostruito.
- Oltre ai lavori citati alcuni autori gliene attribuiscono altri in vari castelli delle famiglie principesche Bethlen e Rákóczi. Si tratterebbe soprattutto di lavori di ricostruzione o ristrutturazione di edifici risalenti a epoche precedenti, come il castello di Gherla, in collaborazione con il mantovano Giovanni Landi. Gli vengono inoltre attribuiti altri lavori al servizio di Gabriele Bethlen nei castelli di Veneția de Jos, Blaj e Făgăraș.[4] Alcuni autori gli attribuiscono anche la costruzione del palazzo principesco di Alba Iulia.[8]
- Secondo Lajos Kelemen, avrebbe disegnato anche il pulpito su basamento esagonale della chiesa riformata di via Farkas a Cluj, capolavoro tardo rinascimentale con elementi barocchi, attribuito però dalla maggior parte degli autori a Elias Nicolai di Sibiu.[9]